# V-11
V-11（ロシア語: В-11 [ˈvɛ ɐˈdʲinnətʦətʲ ヴェー・アヂーンナッツァチ]）は、ソ連で開発・製造された連装式の艦載自動対空砲装置である。ソ連海軍およびロシア海軍では、37 mm双連高角砲（37-мм спаренное зенитное орудие）に分類した。

## 概要

### 開発と運用
ソ連では、1938年から製造に入った高角砲70-Kが1940年に軍へ採用された。これは各産業部門によって大量生産され、1942年から1943年にかけて大半のソ連艦船に置い45 mm半自動砲21-Kを更新した。70-Kは第二次世界大戦時のソ連海軍にとって屋台骨となる高角砲となり、1671 門が配備され、さらに陸軍へも489 門が61-Kの制式名称で納入された。その製造は1955年まで続き、最終的に3113 門が生産された。
この高角砲を基にして、別の連装砲が開発された。それが、V-11であった。海軍砲科科学研究所（ANIMI）による新しい高角砲についての仕様は1940年2月7日に出され、その記述計画は同研究所にて1940年内に完成された。1941年4月15日から5月18日のあいだに、ANIMIによる試射場での試験が実施された。同年5月30日にはロシア・ソヴィエト連邦社会主義共和国・クラスノヤールスクにあった第4工場と生産契約が結ばれ、生産設計は1942年に完成した。試作品は1944年3月2日に完成した。
試作品の実用試験は、北方艦隊所属の大型駆潜艇シュトゥールマンにて1944年7月16日から8月12日にかけて実施された。この年のうちに、製造部は15 基のV-11を海軍へ納入した。1945年1月1日から5月1日までには、さらに41 基のV-11が納入した。V-11はまったくよくできた設計で、1946年7月25日付けの海軍指令代0155号にて軍へ制式採用された。その運用課程で若干の構造変更を行った派生型が開発され、V-11M（В-11М）と命名された。
1944年から1958年1月1日のあいだに、総計で1872 基のV-11が製造された。それらは長きにわたって運用され、1991年の時点で海軍は1000 基以上のV-11とV-11Mを配備していた。

### 構造
V-11およびV-11Mの可動部は、ひとつの揺架に取り付けられた70-Kの弾道自動装置2 基からなっていた。70-Kとの主な違いは、水冷システムが備わっていることであった。冷却水は、強制的に砲身カバー内を循環するようになっていた。垂直および水平照準用の駆動装置は、手動式であった。手動作業の安定化装置は備わっており、可動部に振動が生じた場合に補正するようになっていた。ところで、巡洋艦と艦隊水雷艇のV-11Mには、安定化装置が備え付けられていなかった。そこでは、自動照準装置APZ-37-2Mが使用されていた。
砲口径は37 mm、口径長は67、砲装置の重量は3400 kgであった。垂直方向への俯角は-15 度、仰角は+90 度、旋回範囲は360 度であった。垂直方向への照準速度は毎秒12.63 度、旋回速度は毎秒16.7 度であった。発射速度は毎秒360 発、弾丸重量は1522 kg、銃口初速は880 m/s、射程は8400 mであった。

## 搭載艦船
- 26号計画型軽巡洋艦
- 26-bis号計画型巡洋艦
- 68号計画型軽巡洋艦には、1944年3月の計画で20 基のV-11が搭載される予定であった。
- 68-K号計画型軽巡洋艦には、14 基のV-11が搭載された。
- 68-bis号計画型巡洋艦には、16 基のV-11[3]が搭載された。その派生型においては、68-A号計画巡洋艦では16 基、70-E号試験巡洋艦では8 基、68-U-1号計画型指揮巡洋艦では16 基、68-U-2号計画型指揮巡洋艦では8 基となっている。射撃管制のために、射撃照準レーダー「ヤーコリ」を装備した照準安定化指令所SPN-500が使用されていた。効果的に砲を運用するために装備された両用および高角照準システムは、両用管制所「ゼニート-68-bis A」と呼ばれた。
- 30-K号計画型艦隊水雷艇
- 30-bis号計画型艦隊水雷艇には、4 基のV-11[3]が搭載された。30-BA号計画型艦隊水雷艇では2 基に減ぜられ、31号計画型電波偵察艦隊水雷艇ではすべて撤去されている。
- 254号計画型海洋掃海艇には2 基のV-11[3]が搭載され、弾数は4000 発であった。基本型の254号計画型、掃海具を更新した254-K号計画型、武装を強化し掃海具を更新した254-M号計画型では2 基搭載されたが、対NBC型の254-A号計画型については、武装が45 mm砲に強化されてV-11は撤去された。
- 42号計画型警備艦には、2 基のV-11Mが搭載された。
- 50号計画型警備艦には、2 基のV-11[3]が搭載された。
- 52号計画型国境警備艦には、4 基のV-11Mが搭載され、弾数は14000 発であった。
- 572号計画型中型揚陸艦では、一部で3 基の艦でV-11Mが搭載された。

## ギャラリー

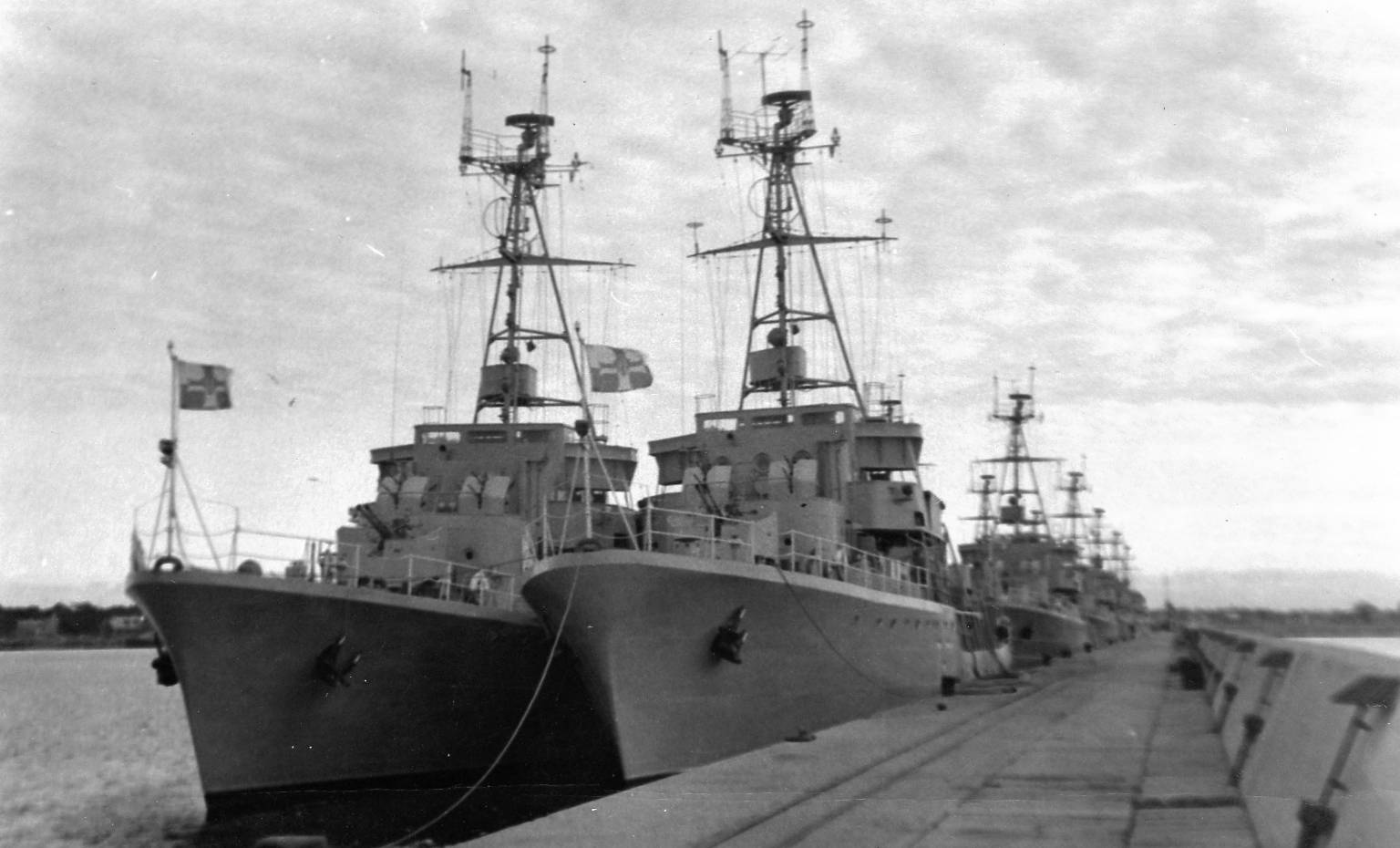
ヘルにおけるポーランド海軍の254号計画型掃海艇隊。船橋前に25 mm双連両用砲2M-3を2 基装備し、その前にV-11を装備している。
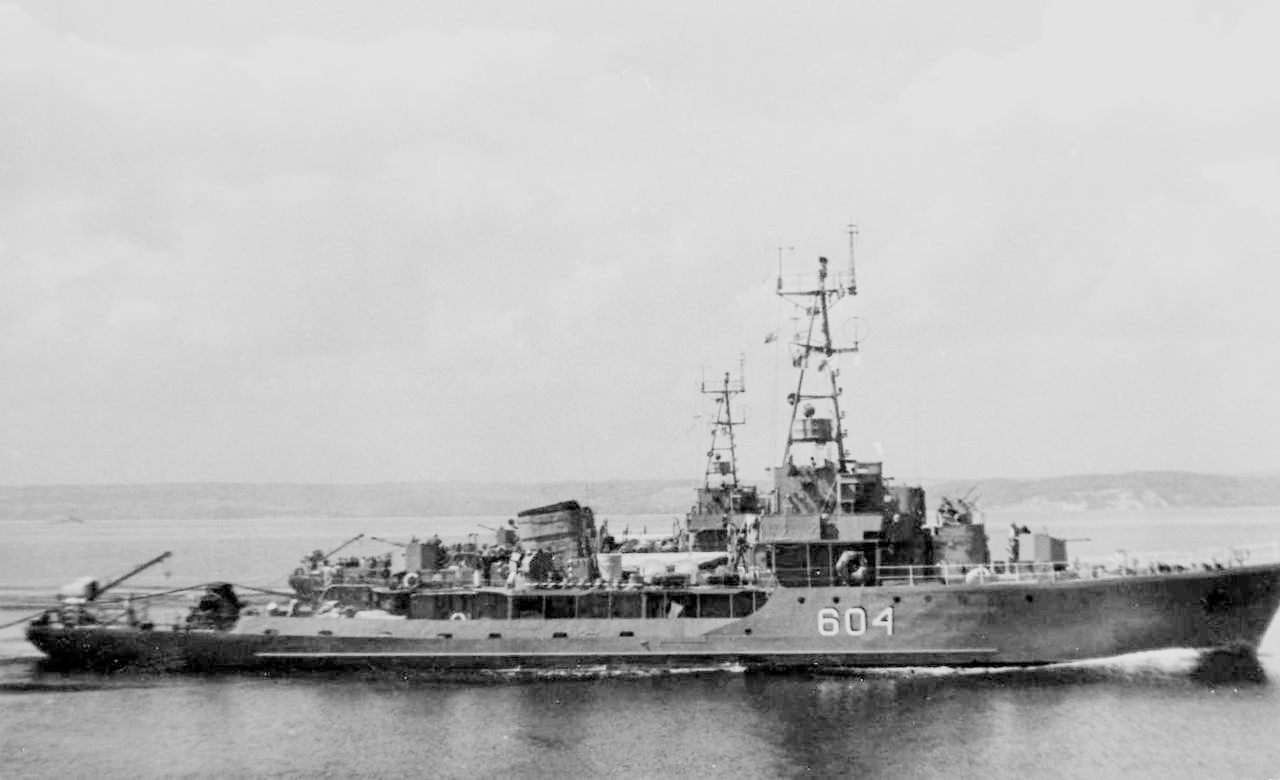
ポーランド海軍の254号計画型掃海艇ビゾン。船首部分と船尾部分にV-11をそれぞれ1 基ずつ装備している。